# كولن جاي بوشنل
كولن جاي بوشنل (بالإنجليزية: Colin J. Bushnell)‏ هو رياضياتي بريطاني، ولد في 1947.